# Novi Kozjak
Novi Kozjak (en serbe cyrillique : Нови Козјак ; en hongrois : Ferdinándfalva) est un village de Serbie situé dans la province autonome de Voïvodine. Il fait partie de la municipalité d'Alibunar dans le district du Banat méridional. Au recensement de 2011, il comptait 644 habitants.
Novi Kozjak est également connu sous le nom de Kozjak.

## Démographie

### Évolution historique de la population
| 1948  | 1953  | 1961  | 1971  | 1981  | 1991 | 2002 | 2011 |
| ----- | ----- | ----- | ----- | ----- | ---- | ---- | ---- |
| 1 441 | 1 415 | 1 428 | 1 281 | 1 170 | 997  | 768  | 644  |

|  |